# Heinrich Köhler (Architekt)

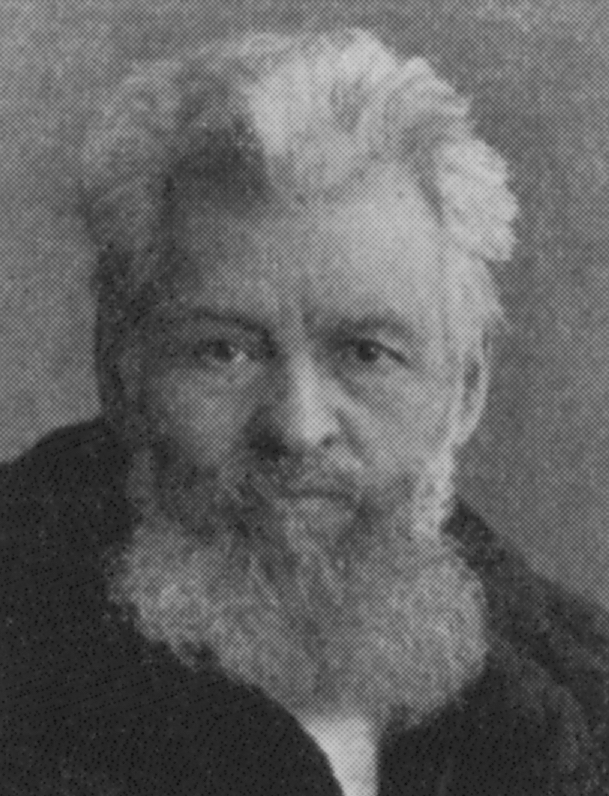
Heinrich Köhler

Heinrich Köhler (* 12. Januar 1830 in Kassel; † 20. Februar 1903 in Hannover; vollständiger Name: Karl Heinrich Ludwig Köhler) war ein deutscher Architekt und als Hochschullehrer von 1898 bis 1901 Rektor der Technischen Hochschule Hannover. Einige seiner monumentalen Villenbauten im Stil der Neorenaissance sind im hannoverschen Stadtbild erhalten.

## Leben

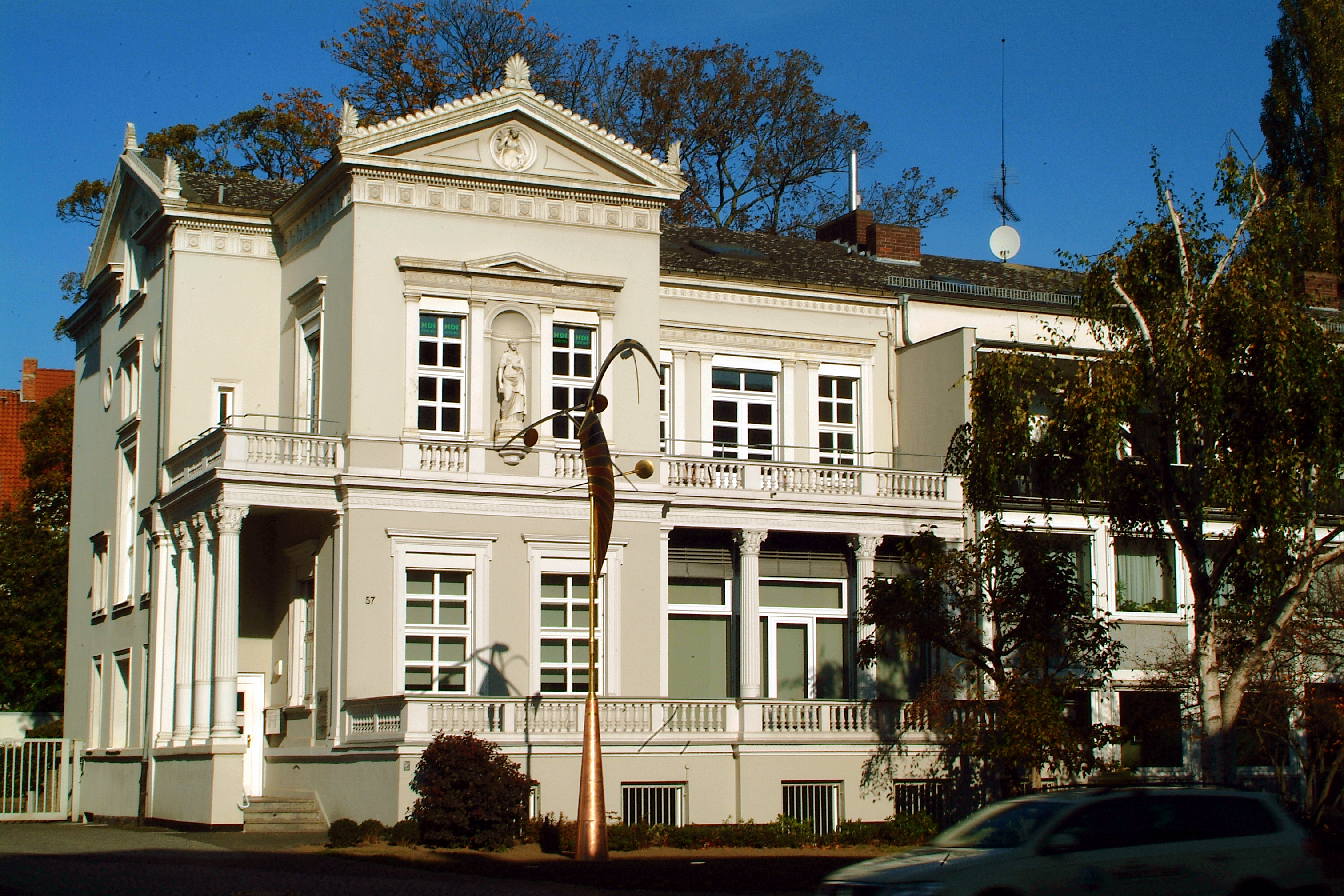
Villa am Schiffgraben 57, davor eine 2011 installierte Mobile-Skulptur

Heinrich Köhler besuchte in Kassel die Höhere Gewerbeschule und die Kunstakademie und arbeitete anschließend im Büro der Hessisch-Hannoverschen Eisenbahnen. Von 1856 bis 1862 arbeitete er im Büro des in Paris arbeitenden und aus Köln stammenden Architekten Jakob Ignaz Hittorff und wirkte unter anderem am Gare du Nord mit. Er reiste zu Studienzwecken nach Italien, durch Frankreich und nach Griechenland.
Zum Jahresbeginn 1863 wurde er Lehrer der Baukunst an der Polytechnischen Schule Hannover und unterrichtete dort Formenlehre, Entwerfen von öffentlichen und privaten Gebäuden sowie Monumentalbauten und Städteanlagen. 1868 wurde er zum Baurat ernannt, 1878 zum Professor, und 1895 wurde er Geheimer Regierungsrat.
Um 1893 errichtete sich Köhler ein eigenes Wohnhaus, die Villa Köhler, Am Holzgraben 1 Ecke Wedekindstraße.
Von 1898 bis 1901 stand Köhler der Hochschule als Rektor vor. Er wurde auf dem Stadtfriedhof Engesohde begraben, wo sein Grabmal noch zu sehen ist.
Mit seinem Schaffen im Stil der Neorenaissance bildete er einen Gegenpol zu Conrad Wilhelm Hase, der den Stil der Hannoverschen Architekturschule vertrat.

## Familie
Zwei von Köhlers Stieftöchtern heirateten hannoversche Künstler,
- Irmgard, Tochter des Lindener Fabrikanten Johann Egestorff,[4] den Architekten und als Professor titulierten Bernhard Roß[1]
- und Martha den Bildhauer Georg Herting.[1]

## Werk

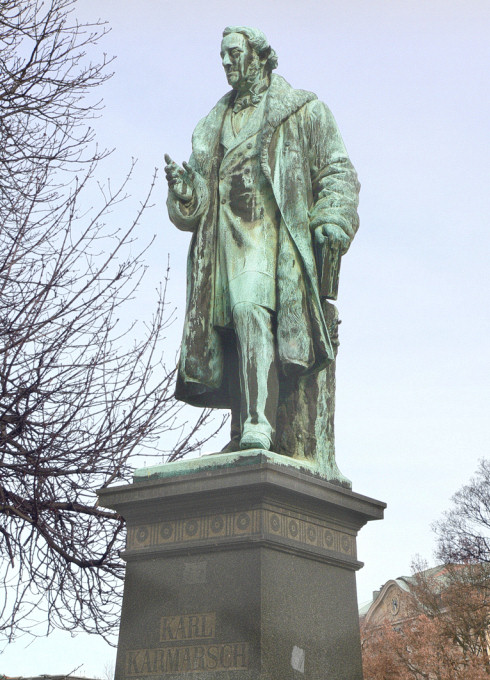
Karmarsch-Denkmal (1883)

### Gebäude (alle in Hannover)
- 1863: Haus Bahlsen, Georgstraße 39 (kriegszerstört)
- 1867: Häuser Schiffgraben 38 und 39 (1950 abgerissen zugunsten der Berliner Allee)
- 1872–1877: Eine Gruppe von Villen im spätklassizistischen Stil. Erhalten sind die Häuser Emmichplatz 4 und Am Schiffgraben 53 und 57.[5] Ursprünglich auch die Häuser Schiffgraben 31 bis 37 und Finkenstraße 5 (teilweise kriegszerstört, teilweise abgerissen). Das Haus Schiffgraben 34 war die Villa de Haën.
- 1888: Doppelhaus Schiffgraben 25/25a (1974 abgerissen zugunsten des Neubaus Tretower)
- um 1893: Villa Köhler, Am Holzgraben 1 (1911–1914 vermietet an Generalfeldmarschall Paul von Beneckendorff und von Hindenburg, heute Sitz des Bauunternehmens Gundlach)[2]
- 1894–1898: Ausstellungshallen für den Gewerbeverein Hannover, Georgsplatz (1960 abgerissen zugunsten eines Neubaus der Deutsche Bank AG)

### Denkmale
- 1883: Karl-Karmarsch-Denkmal, Georgstraße in Hannover (gemeinsam mit dem Bildhauer Oskar Rassau)[6]

### Grabmale
- 1859: Grabmal für Carl Friedrich Gauß auf dem Albanifriedhof in Göttingen[7]

- 1901: Grabmal für Emil Meyer (1841–1899) auf dem Stadtfriedhof Stöcken (Abt. 1, Nr. 1) in Hannover
- Eigenes Grabmal auf dem Stadtfriedhof Engesohde in Hannover[8]

### Schriften
- Polychrome Meisterwerke der monumentalen Kunst in Italien vom V. bis XVI. Jahrhundert. Dargestellt durch 12 perspectivische Ansichten in Farbendruck. Mit erläuterndem Text von Heinrich Köhler, Leipzig: Baumgärtner, 1870; Digitalisat der Staats- und Universitätsbibliothek Dresden (SLUB)
- Vier Grabdenkmäler auf dem Friedhofe am Engesohder Berge zu Hannover, drei überwiegend illustrierte Seiten in: Zeitschrift des Architekten- und Ingenieur-Vereins zu Hannover, 1896, Heft 4, S.